# Giacomo Maria Foscarini
Giacomo Maria Foscarini est un entomologiste italien. Dans des travaux publiés en 1819 et en 1820, il prouve que la muscardine, maladie des vers à soie, est contagieuse. Il précède Agostino Bassi dans l'étude de cette maladie.

### De lui
- (it) « Sulla malattia dei filugelli, detta del calcinello e del segno », Il raccoglitore, vol. 8, no 30,‎ 1820, p. 100–104 (lire en ligne)
- Foscarini, Giacomo Maria, « Sopra il modo di antivenire le malattie dei filugelli », Il Raccoglitore, 8 (1820), n° 32, consultable sur le site de la Biblioteca Nazionale Braidense.
- Foscarini, Giacomo Maria, « Alcuni Cenni sopra il male del Calcinello a cui vanno soggetti i filugelli, e più sopra il modo di far la semente di questi », Il Raccoglitore, 9 (1820), n° 33, pp. 49–51, consultable sur le site de la Biblioteca Nazionale Braidense.
- Foscarini, Giacomo Maria, « Sperienze ed osservazioni di Giacomo Maria Foscarini sulla malattia de' bachi, conosciuta sotto il nome di calcinetto », Biblioteca italiana, t. 22, avril 1821, partie 2, pp. 59–83, consultable sur le site de la Biblioteca Nazionale Braidense.

### Sur lui
- Pièces de la Biblioteca Nazionale Braidense.
- Carlo Vittadini, « Dei mezzi di prevenire il calcino o male del segno nei bachi da seta », Memorie dell (I. R.) Istituto Lombardo di Scienze e Lettere (ed Arti), Classe di Scienze Matematiche e Naturali, vol. 4, 1854, pp. 241–288, en ligne.
- Maria Maddalena Monti, « Oltre la deferenza: il rapporto tra un proprietario terriero e il suo agente di campagna nelle lettere di Vincenzo Fiorio, Cartabbia, Varese 1815-1822 », Storia in Lombardia, 2003.